# Veldrit Sint-Michielsgestel

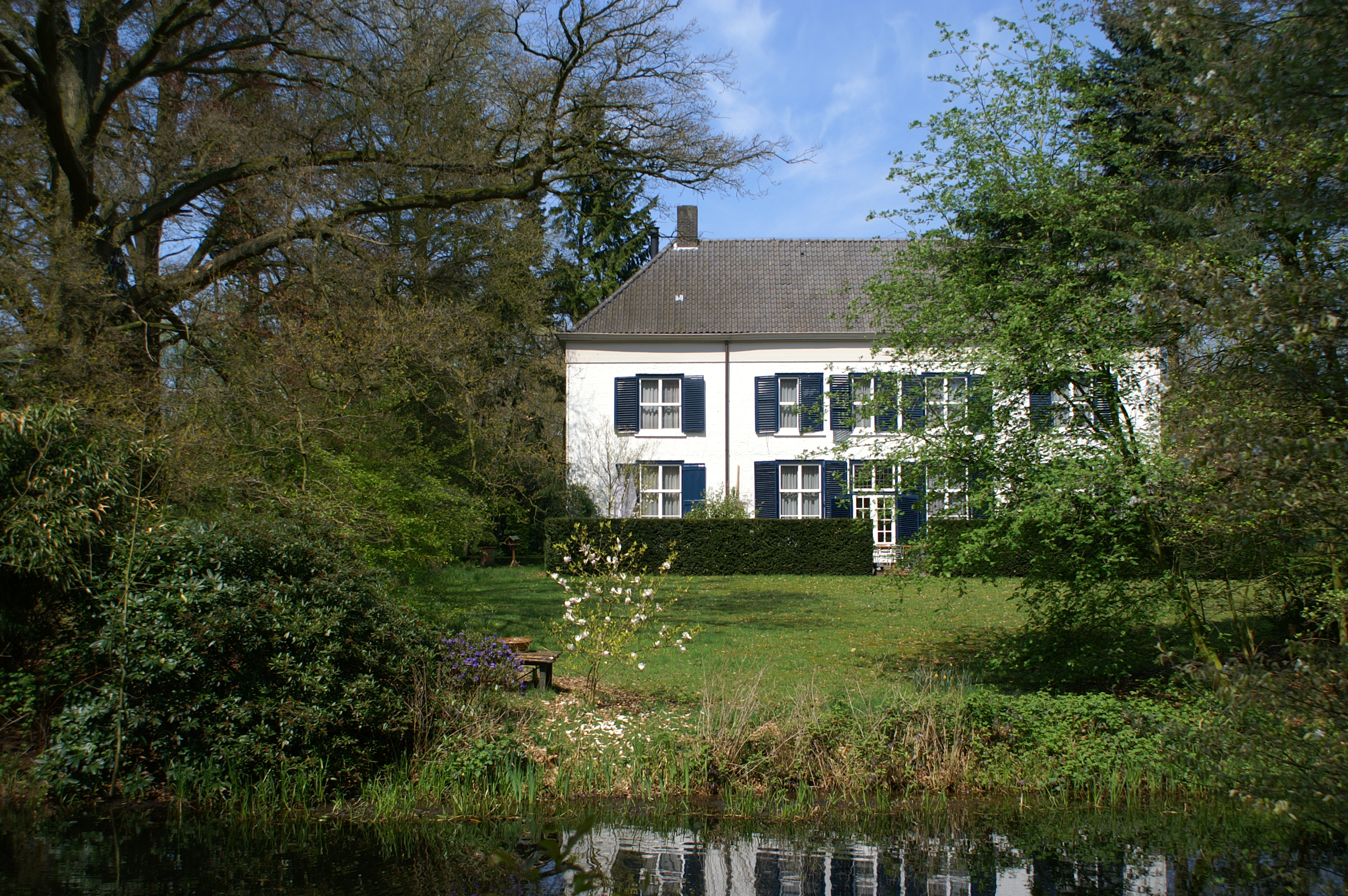
Der Parcours des Rennens führte unter anderem am Kasteel Kleine Ruwenberg vorbei.

Das Veldrit Sint-Michielsgestel war ein niederländisches Cyclocrossrennen, das bis 2020 Bestand hatte.

## Geschichte
Das Rennen fand in Sint-Michielsgestel statt und wurde von der örtlichen Vereinigung Stichting Wielerbelang Sint-Michielsgestel organisiert. Diese stellte im Laufe der Zeit auch fünf niederländische Meisterschaften (1989, 1994, 2008, 2011 und 2017) sowie eine Weltmeisterschaft auf die Beine. Die Geschichte des Rennens ist eng mit dem Fahrer Richard Groenendaal verwebt, der in Sint-Michielsgestel wohnhaft war. Schauplatz des Rennens war der Schlosspark Ruwenberg entlang der Dommel.
Querfeldeinrennen auf nationaler Ebene gab es im Ort bereits ab Ende der 1970er Jahre. Im Februar 1993 stand der Cross erstmals im internationalen Kalender. In der Folgesaison wurde das Rennen zugunsten der niederländischen Meisterschaften ausgelassen. 1994/1995 kam es zurück, nunmehr im November. Ab der Saison 1995/1996 war Sint-Michielsgestel Teil der Superprestige-Serie mit einem Termin erst im Januar, dann im November. Diese Mitgliedschaft währte elf Jahre, unterbrochen nur durch die Ausgabe 1999/2000, die wegen der vor Ort aufgeführten Cyclocross-Weltmeisterschaften 2000 entfiel. Bei den Männern gewann der Lokalmatador Groenendaal, erste Titelträgerin der Geschichte bei den Frauen war Hanka Kupfernagel. Die WM-Rennen wurden jedoch nicht am Ruwenberg, sondern auf einem Parcours im Südwesten des Orts abgehalten.
2007/2008 setzten die Organisatoren den Veldrit erneut aus, um die niederländischen Meisterschaften zu veranstalten. Eine Rückkehr zum Superprestige erfolgte nicht, stattdessen gab es noch zwei Ausgaben als unabhängiges C1-Rennen unter dem Namen Grand Prix Groenendaal. 2010/2011 wurde der Veldrit erneut wegen niederländischer Meisterschaften ausgesetzt. Die regulären Rennen ab Dezember 2011 standen nur noch im nationalen Kalender und gingen bis 2020 weiter. Seitdem sind keine weiteren Austragungen bekannt.
Rekordsieger der internationalen Ausgaben sind Sven Nys respektive Daphny van den Brand mit je vier Erfolgen. Das Frauenrennen wurde ab 2000 sieben Mal als internationales Rennen ausgetragen, mehrere weitere Male stand es im nationalen Kalender.

## Siegerliste
Die Gewinner der diversen Meisterschaftsrennen sind unter Meisterschaften aufgeführt, die der regulären, jährlich ausgetragenen Rennen unter Männer bzw. Frauen. Es sind nur die Rennen des internationalen Kalenders aufgeführt.

### Meisterschaften
- Niederländische Meisterschaften 1989:  Adrie van der Poel /  Natascha den Ouden
- Niederländische Meisterschaften 1994:  Richard Groenendaal /  Natascha den Ouden
- Weltmeisterschaften 2000:  Richard Groenendaal /  Hanka Kupfernagel
- Niederländische Meisterschaften 2008:  Lars Boom /  Mirjam Melchers
- Niederländische Meisterschaften 2011:  Lars Boom /  Marianne Vos
- Niederländische Meisterschaften 2017:  Mathieu van der Poel /  Marianne Vos

### Männer
- 1993 (Feb):  Adrie van der Poel
- 1994 (Nov):  Richard Groenendaal
- 1996 (Jan):  Adrie van der Poel
- 1997 (Jan):  Adrie van der Poel
- 1997 (Nov):  Richard Groenendaal
- 1998:  Sven Nys
- 1999: nicht ausgetragen (Weltmeisterschaften)
- 2000:  Richard Groenendaal
- 2001:  Erwin Vervecken
- 2002:  Sven Nys
- 2003:  Sven Nys
- 2004:  Tom Vannoppen
- 2005:  Bart Wellens
- 2006:  Sven Nys
- 2007: nicht ausgetragen (niederl. Meisterschaften)
- 2009 (Jan):  Eddy van IJzendoorn
- 2010:  Bart Aernouts

### Frauen
- 2000:  Daphny van den Brand
- 2001:  Daphny van den Brand
- 2002–2003: nicht ausgetragen
- 2004:  Daphny van den Brand
- 2005:  Daphny van den Brand
- 2006:  Arenda Grimberg
- 2007: nicht ausgetragen (niederl. Meisterschaften)
- 2009 (Jan):  Mirjam Melchers
- 2010:  Marianne Vos